# Yann Algan
 (janvier 2017).
Si vous disposez d'ouvrages ou d'articles de référence ou si vous connaissez des sites web de qualité traitant du thème abordé ici, merci de compléter l'article en donnant les références utiles à sa vérifiabilité et en les liant à la section « Notes et références ».
Yann Algan, né le 3 avril 1974 à Paris, est un économiste français, spécialiste de l'éducation, de l’économie collaborative et numérique, de l'économie de la confiance et du bien-être, et des politiques publiques.
Professeur à l'Institut d'études politiques de Paris entre 2008 et 2021, il a longtemps donné le cours d’introduction à l’économie de première année. De 2015 à 2022, il a été doyen de l’École d'affaires publiques de l'Institut. Il enseigne aujourd'hui à l'École des hautes études commerciales de Paris. Il est membre du Conseil d'analyse économique.

## Biographie

### Jeunesse et études
Yann Algan suit des études d'économie et de philosophie. Il est titulaire d'une licence de philosophie ainsi que d'un master de philosophie de l'université Paris I Panthéon-Sorbonne obtenu en 1998.
Il est titulaire d'un doctorat en économie obtenu à l’université Paris I Panthéon-Sorbonne en 2001. Il effectue un post-doc à l'université de San Diego en 2002.
Il est reçu à l’agrégation du supérieur en économie en 2004.

### Parcours professionnel
De 2004 à 2007, il est professeur d'économie à l'université Paris-Est-Marne-la-Vallée. Il part deux ans comme professeur invité au MIT et à l'université Harvard. De 2006 à 2008, il enseigne à l'École d'économie de Paris.
En 2008, il revient en France comme professeur d’économie à l'IEP de Paris.
Il est doyen de l’École d’Affaires publiques depuis 2015, succédant à Jean-Pierre Landau. En juin 2021, il annonce quitter ses fonctions à Sciences Po pour rejoindre HEC à la rentrée 2021. Il est doyen associé des programmes pré-expérience et à ce titre, remodèle en profondeur le cursus grande école.

### Autres fonctions
Il est également co-directeur de l’Observatoire du Bien-être, et membre honoraire de l’Institut Universitaire de France. Il est Senior Editor d'Economic Policy. Il est membre du High Level Experts Group de l’OCDE sur la mesure du bien-être et du progrès social, et du Conseil d'Analyse Économique.
Sa recherche est publiée dans les meilleures revues internationales et a été sélectionnée pour la Commission Européenne pour des ERC starting (2010) et consolidator grants (2015).

## Travaux
Ses travaux portent principalement sur l'économie collaborative et la confiance pour comprendre les décisions économiques, la croissance et le bien-être. Ses travaux évaluent aussi les politiques publiques et les politiques educatives qui sont les plus propices à développer la confiance et le bien-être dans la société civile, à l’école et dans les entreprises. Ses travaux sont à la croisée de la recherche en économie, en management, et en psychologie. Il a également étudié le rôle de la confiance dans la montée des populismes dans un livre avec Elizabeth Beasley, Daniel Cohen et Martial Foucault, Les Origines du Populisme (2019).

### Confiance et croissance
Dans le livre La Société de Défiance (2008), il montre avec Pierre Cahuc que les Français se caractérisent par une grande défiance et un sentiment d’absence de coopération qui explique leur mal-être et les blocages du pays. Ils se défient beaucoup plus de leurs concitoyens que dans la plupart des autres pays développés. Les Français se défient également plus souvent de leurs institutions, de leurs élites et du marché. Les auteurs montrent que cette société de défiance a un coût économique et humain considérable.
Dans le livre La fabrique de la défiance... et comment s'en sortir (2012, Albin Michel), il analyse en collaboration avec Pierre Cahuc et André Zylberberg les racines de cette défiance. Il montre que la société de défiance n'est pas un héritage culturel immuable, elle résulte d'un cercle vicieux où le fonctionnement hiérarchique et élitiste de l'école nourrit celui des entreprises et de l'État.

### Big Data et Observatoire du Bien-être
Yann Algan a développé à Sciences Po un TrustLab / MediaLab pour explorer les fondements de nos préférences sociales et du bien-être à partir des Big Data. Dans un contexte où la coopération sociale et le bien-être sont devenus une nouvelle priorité de nos sociétés, au-delà de la seule croissance économique, ce Lab propose d’évaluer leurs déterminants et les politiques publiques qui permettent de les développer.
Il propose de réviser la théorie et la manière de mesurer le bien-être et les attitudes sociales à l’aide des Big Data à partir des requêtes sur Google, échanges sur Twitter, Facebook ou autres forums. Ces indicateurs Big Data du bien-être permettent de prendre le pouls des sociétés à une fréquence temporelle et à un niveau géographique incroyablement plus riches que les enquêtes traditionnelles. De même  le TrustLab développe des plateformes online d’économie comportementale capables d’étudier la coopération et les  motivations sociales dans les entreprises et au sein des différentes sociétés. Yann Algan utilise ces mesures comportementales issues du Big Data pour analyser les déterminants économiques, historiques, sociaux ou encore psychologiques du bien-être et de la coopération.

### Politiques publiques et Éducation
Yann Algan évalue également les politiques publiques qui permettent de développer le bien-être et les comportements pro-sociaux des citoyens, en particulier dans les organisations, sur le marché du travail et à l’école. Cette analyse conduit à renouveler les paradigmes d’évaluation des politiques économiques et publiques, en intégrant leurs effets sur le bien-être individuel et le progrès social.
En particulier, il évalue comment construire une école de la confiance avec une évaluation des interventions susceptibles de développer dès la petite enfance les compétences non-cognitives et sociales. Yann Algan a aussi travaillé sur le sujet de l'échec scolaire, et insiste sur l'importance de la pédagogie déployée à l'école. Il compare les différents systèmes éducatifs et montre que la France a beaucoup à gagner à repenser la pédagogie à l'école maternelle comme à l'école élémentaire. Il pense que cela passe notamment par le développement des travaux en groupe au primaire afin d'apprendre la coopération sociale aux jeunes enfants. Ce discours est développé et argumenté dans l'une de ses conférences sur l'échec scolaire. Il évalue des programmes à grande échelle pour lutter contre le harcèlement ou redonner confiance aux décrocheurs ou jeunes chômeurs.

### À quoi servent les économistes?
Des travaux de Yann Algan avec les sociologues Marion Fourcade et Etienne Ollion portent sur la place de l’économie dans nos sociétés. En particulier, dans leur article « The superiority of economists », ils s’interrogent sur les raisons de l’impérialisme de l’économie dans les sciences sociales et plus généralement dans nos vies quotidiennes. Ce débat est présenté notamment dans une vidéo sur Mediapart et dans The Economist et le New York Times.
Yann Algan développe également le projet CORE economics pour renouveler l’enseignement de l’économie : « Teaching economics as if the last three decades had happened. » Cette initiative internationale propose un renouvellement du contenu de l’enseignement de l’économie où les étudiants apprennent que l'économie est une science motivée par des grandes questions contemporaines de notre temps (inégalités, instabilité financière, soutenabilité environnementale, évaluation des politiques publiques…) et non par les seules modélisations mathématiques comme dans l’enseignement traditionnel. Ils apprennent également que l'économie est une science pluridisciplinaire, irriguée en permanence par la recherche en psychologie, en histoire, en sciences sociales et en sciences dures. Cet enseignement propose également d'enseigner l'économie du XXIe siècle avec les méthodes pédagogiques du XXIe siècle, à partir de nouvelles plateformes numériques et des serious games.

## Prises de positions
Lors de l'élection présidentielle française de 2012, il signe l'appel des économistes en soutien au candidat François Hollande en raison de « la pertinence des options [proposées], en particulier pour ce qui concerne la reprise de la croissance et de l'emploi ». Lors de celle de 2017, il apporte son soutien à Emmanuel Macron. Ce dernier, en 2016 alors ministre de l'économie, a préfacé L'Etat en mode start-up, un ouvrage collectif sous la direction de Yann Algan et Thomas Cazenave.

## Distinctions
- Yann Algan a reçu le Prix du meilleur jeune économiste en 2009[16].
- Meilleur Livre d’Économie – Prix Lycéen 2012 : La Fabrique de la Défiance…(Comment s’en sortir), avec Pierre Cahuc et André Zylberberg, Albin Michel 2012.
- Meilleur Livre d’Économie et Meilleur Essai : La société de défiance : comment le modèle social s’autodétruit, avec Pierre Cahuc, Éditions Ulm- CEPREMAP, 2008.
- Membre junior de l’Institut Universitaire de France en 2014[7]
- Membre du Conseil Économique et Social en 2013
- Lauréat des bourses européennes ERC starting grant (2010) et ERC consolidator grant (2015)
- Chevalier de l'ordre national du Mérite (2019)